# DR 07 1001
Bei der Lokomotive 07 1001 der Deutschen Reichsbahn handelt es sich um eine französische Dampflokomotive der Serie PO 3700. Sie galt in ihrer Heimat als eine der besten Schnellzuglokomotiven.

## Geschichte
Die Lokomotive wurde 1912 für die Eisenbahngesellschaft Paris-Orleáns gebaut und erhielt dort die Bahn-Nummer 3557. Aufgrund erfolgreicher Umbauten mehrerer Lokomotiven der Reihe 3500 nach Plänen von André Chapelon, bei denen vor allem auf möglichst geradlinige Dampfwege und große Querschnitte Wert gelegt wurde, beschaffte auch die Nordbahn ebenfalls nach ähnlichen Gesichtspunkten verbesserte Lokomotiven der PO-Reihe 3500. Die Lokomotive 3557 wurde 1934 in den PO-Werkstätten in Tours umgebaut und erhielt nach ihrem Verkauf 1936 die Nr. 3.1188 bei der Nordbahn. Nach dem Zusammenschluss zur SNCF wurden die Lokomotiven als Klasse 231 E bezeichnet.
Die Lokomotive war nach dem Zweiten Weltkrieg auf dem Gebiet der Deutschen Reichsbahn verblieben. Da sie über ein gutes Lauf- und Leistungsverhalten verfügte und darüber hinaus ein gut durchgebildetes Heißdampf-Verbundtriebwerk besaß, wurde sie in das Versuchsprogramm von Hans Wendler zur Feuerung mit Kohlenstaub aus Braunkohle aufgenommen und im Jahre 1952 auf Kohlenstaubfeuerung umgebaut. Beim Umbau blieb die wesentliche Konstruktion der Lokomotive erhalten, Anpassungen erfolgten nur aufgrund der veränderten Feuerungsart und an die Betriebsbedingungen bei der Reichsbahn. Ihr ursprünglicher Tender wurde hinter der 18 314 weiterverwendet. Während der Versuchsfahrten war die Lokomotive mit einem Kohlenstaub-Wannentender der Baureihe 58.10-21 gekuppelt. Für den Betriebseinsatz im Schnellzugdienst zwischen Dresden und Berlin erhielt sie den aus einem Einheitstender 2’2’ T34 umgebauten Kohlenstaubtender 2’2’ T28 der 03 1087. Die Ausmusterung der Maschine erfolgte im November 1957 nach einer Laufleistung von nur 50 000 km.

## Konstruktive Merkmale
Das Fahrzeug besaß einen Blechrahmen. Der Kessel bestand aus drei zylindrischen Kesselschüssen und besaß eine Belpaire-Feuerbüchse mit trapezförmigem und stark geneigtem Rost. Die Laufachsen waren einzeln durch oben liegende Blattfedern abgestützt. Die gekuppelten Achsen besaßen unterhalb der Achslager liegende Blattfedern mit Ausgleichshebeln. Das Triebwerk war ein wartungsintensives Vierzylinderverbund-Triebwerk der Bauart de Glehn. Die inneren Niederdruckzylinder arbeiteten auf die erste und die außenliegenden Hochdruckzylinder auf die zweite Kuppelachse. Die Steuerung erfolgte mit einer Ventilsteuerung der Bauart Dabeg.